# Emil Sehling

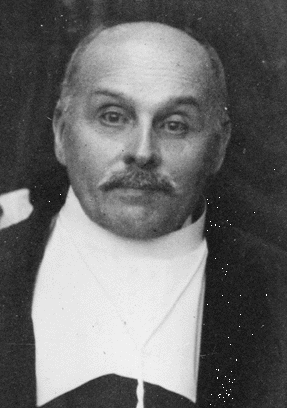
Emil Sehling (1860–1928) (Ausschnitt aus einem Gruppenphoto des Lehrkörpers der Universität Erlangen, ca. 1922)

Emil Georg Adolf Heinrich Sehling (* 9. Juli 1860 in Essen; † 30. November 1928 in Erlangen) war ein deutscher Jurist und Kirchenrechtler.

## Leben
Emil Sehling wurde 1860 in Essen als Sohn des Eisenbahn-Geometers Carl Sehling geboren. Schon 1877 begann er ein Jura-Studium, zunächst an der Rheinischen Friedrich-Wilhelms-Universität Bonn, dann an der Universität Leipzig. Dort wurde er Schüler des bedeutendsten deutschen Juristen des 19. Jahrhunderts, Emil Friedberg. 1878 gewann er mit einem Aufsatz die Preisaufgabe der Juristischen Fakultät, und schon am 2. Dezember 1881 wurde er von der Universität zum Dr. iur. utr. promoviert. Ebenfalls im Dezember 1881 legte er vor der preußischen staatlichen Prüfungskommission in Naumburg das erste juristische Staatsexamen ab. 1882 meldete er sich freiwillig zum damals weit verbreiteten Militärdienst als Einjährig-Freiwilliger und begann 1883 das Rechtsreferendariat. Nebenher habilitierte er sich in Kirchenrecht und wurde 1885 Privatdozent für dieses Fach in Leipzig. 1888 legte er das zweite juristische Staatsexamen ab und wurde in Leipzig zum außerordentlichen Professor ernannt.
1888 erhielt er einen ersten Ruf für die Fächer Kirchenrecht, Handelsrecht und Privatrecht an die Universität Kiel, aber schon im nächsten Jahr (1889) wurde er auf die ordentliche Professur für Kirchenrecht nach Erlangen berufen. 1893 wurden ihm auch die Lehraufträge für die Fächer Deutsches Privatrecht, Handelsrecht und Seerecht übertragen. 1900 heiratete er Agnes Berta Maria Schuster. 1919 erhielt er schließlich einen weiteren zusätzlichen Lehrauftrag für Handelsrecht an der gerade neu gegründeten Handelshochschule Nürnberg.

## Auszeichnungen, Ehrungen und Mitgliedschaften
Wegen seiner Verdienste für die evangelische Kirche und das Kirchenrecht erhielt Emil Sehling 1919 die Ehrendoktorwürde der Theologischen Fakultät Erlangen. Außerdem erhielt er folgende Auszeichnungen und Orden:
- 1896 Verdienstorden vom Heiligen Michael, 4. Klasse; 1909 3. Klasse
- 1910 Prinzregent-Luitpold-Medaille in Silber
- 1912 Preußischer Roter Adlerorden 4. Klasse
- 1913 Königl.-Bayr. Geheimer Hofrat
- 1914 Ehrenmitglied der Studentenverbindung AMV Fridericiana Erlangen
- 1917 Lippische Rose für Kunst und Wissenschaft 1. Klasse (mit Krone)
- 1918 Fürstlich-Lippischer Leopold-Orden
- 1918 türkischer Mecidiye-Orden 2. Klasse (wegen seiner Verdienste um die Betreuung türkischer Jura-Studenten in Erlangen)
- 1925 Bayerischer Geheimer Rat

Außerdem war Sehling Mitglied in folgenden Vereinen bzw. Verbänden
- St.-Georgs-Vereinigung deutscher Edelleute und Patrizier in Berlin (seit 1911)
- Société de Crimologogie et de Défense sociale de Paris (seit 1914)
- Gründungsmitglied der Akademisch-Musikalischen Vereinigung Bonn 1878
- Mitglied der Schlaraffia Erlangen[1]

## Werk
Neben seiner Lehrtätigkeit war Emil Sehling u. a.:
- Herausgeber der Deutschen Zeitschrift für Kirchenrecht (Mitherausgeber seit 1891, alleiniger Hrsg. seit 1910)
- Mitglied in der Kirchenrechtskommission der Evangelisch-Lutherischen Kirche in Bayern
- Mitglied in der Verfassungskommission der Evangelischen Kirche der Pfalz (1919)

Außerdem schrieb er eine Reihe von Standardwerken:
- Die Geschichte der protestantischen Kirchenverfassung. 1907 (2. Auflage 1914)
- Kirchenrecht (Sammlung Göschen 1908, weitere Auflagen 1922/27)
- Grundbegriffe des Kalirechtes. 1922 (Bergbaurecht)
- Lehrbuch des Handelsrechts (1924)

Sein wichtigstes Werk war allerdings der Beginn des heute (2012) 22 Bände umfassenden Werkes
Die Evangelischen Kirchenordnungen des XVI. Jahrhunderts
Die Bedeutung der Kirchenordnungen des 16. Jahrhunderts nicht nur für das Leben und die Gestalt der evangelischen Landeskirchen, sondern für die gesamte deutsche Rechtsgeschichte sowie ihr Einfluss bis weit in die Moderne hinein war schon seit dem 19. Jahrhundert bekannt. Nach einigen unkritischen Sammlungen des 18. Jahrhunderts versuchte sich Ämilius Ludwig Richter (1808–1864) an einem solchen Projekt einer wissenschaftlichen Ausgabe, die aber in zwei Bänden nur eine knappe Auswahl von zudem stark gekürzten Texten enthielt.
Nach längeren Vorarbeiten begann schließlich Emil Sehling mit dem Projekt einer Gesamtausgabe. Im Vorwort zum ersten Band 1902 legt der seinen Plan dar: In insgesamt fünf Bänden wollte Sehling alle maßgeblichen Territorien, also eine Auswahl, des Deutschen Reiches abhandeln. Aber schon im dritten Band 1909 muss er diesen Plan aufgeben, und im fünften Band 1913 spricht er von mindestens drei weiteren Bänden. Nach dem Ersten Weltkrieg waren jedoch weder die evangelischen Kirchen noch Emil Sehling in der Lage, das Projekt neu aufzugreifen.
Das Projekt konnte erst 1955 mit Unterstützung der Evangelischen Kirche in Deutschland (EKD) und der Deutschen Forschungsgemeinschaft (DFG) aufgegriffen werden. Von 1955 bis 1980 konnten so weitere zehn Bände erscheinen. Dann wurde das Projekt wieder eingestellt und erst 2002 von der Heidelberger Akademie der Wissenschaften übernommen. Seitdem sind sechs Bände erschienen, weitere Bände sind in Vorbereitung; bis zum Abschluss des Projektes wird die Sammlung nominell 24 Hauptbände umfassen, davon sind allerdings etliche Bände nochmals in Teilbände unterteilt.